# Myrmica microrubra
Myrmica microrubra (лат.) — вид мелких муравьёв рода мирмик длиной около 4—5 мм. Имеют только уменьшенных по размерам маток-микрогин и также некоторыми авторами рассматривается как внутривидовая паразитическая форма M. rubra microgynes.

## Распространение
Вид встречается в Австрии, Болгарии, Финляндии, Франции, Германии, Великобритании, Польше и в Нидерландах.

## Описание
Известны только по самкам (рабочие и самцы остаются неизвестными), сходными с Myrmica rubra, но отличающимися более мелкими размерами и более узкой грудкой. Вид Myrmica microrubra был описан с текущим названием в 1993 году после нескольких лет его изучения. Впервые он был упомянут как Myrmica microgyna Pearson, 1981 в качестве социальнопаразитического вида, обнаруженного в гнёздах обычных рыжих мирмик (Myrmica rubra). Однако, споры о том, вид это или внутривидовая форма (мелкая самка микрогина), после подробных молекулярно-генетических исследований привели к синонимизации с видом-хозяином Myrmica rubra в 2006 году.
В 2009 году появились новые доказательства видового статуса этого таксона мирмик (Vepsalainen & al., 2009). В 2014 году была подтверждена ранее сообщавшаяся генетическая дифференциация между микрогинами и макрогинами Myrmica rubra в популяции в Дании (Island of Læsø), изученной впервые. Экспериментально в лабораторных условиях обнаружено снижение числа рабочих как в естественно, так и в искусственно смешанных гнёздах макрогин/микрогин по сравнению с контролем (гнёзда только с макрогинами), а также сильное сокращение, но также и удивительную изменчивость в приспособленности гнёзд, возглавляемых только микрогинами. В гнёздах микрогины рождались рабочие, самцы и микрогины. Сами микрогины не размножались в искусственно смешанных гнездах, но чаще всего размножались в естественно смешанных гнездах, которые потеряли свою матку-макрогину. Это, наряду с более высокой смертностью собранных в полевых условиях маток-макрогин из естественно зараженных колоний и более высоким предполагаемым относительным возрастом маток-макрогин в естественно зараженных гнездах, предполагает, что они предпочтительно эксплуатируют более старые колонии-хозяева. Авторы пришли к выводу, что M. rubra microgynes являются внутривидовыми социальными паразитами, специализирующимися на эксплуатации старых колоний хозяев.
Статус таксона дискутируется, разные авторы рассматриваются гипотезы о том, являются ли M. rubra microgynes отдельным видом, или являются социальными паразитами (Vepsalainen et al., 2009; Seifert, 2010; Leppânen et al., 2011), альтернативными репродуктивными морфами (Steiner et al., 2006) или что-то вроде «полупаразитов» или «предшественников социальных паразитов».